# Abdelmadjid Mada
Abdelmadjid Mada , né le 6 avril 1953 est un coureur de fond algérien à la retraite, spécialisé dans le 10 000 mètres

## Carrière
Il a participé au 10 000 mètres et au marathon aux Jeux olympiques de 1980, mais a été éliminé dans la chaleur du 10 000 mètres et n'a pas terminé le marathon. Il a également remporté une médaille d'or aux Jeux méditerranéens de 1979  et une médaille d'argent aux Championnats du Maghreb de 1981 
Le champion algérien Abdelmadjid Mada remporte les titres arabes à Khartoum et Bagdad en 77 et 78.
Ses records personnels sont 28.33.08 minutes au 10 000 mètres, réalisés en 1979, et 2.15.01 heures au marathon, réalisés en 1980.

## Performances
| Date        | Finished | Time     | Flags | Type | Distance | Site           | Race                                     |
| ----------- | -------- | -------- | ----- | ---- | -------- | -------------- | ---------------------------------------- |
| 12 Jun 1981 | 2        | 28:38.4  |       | OT   | 10 km    | Algiers ALG    | n/a                                      |
| 28 Mar 1981 | 45       |          |       | XC   | 12 km    | Madrid ESP     | IAAF World Crosscountry Championships    |
| 01 Aug 1980 | DNF      | DNF      |       | RD   | Marathon | Moscow RUS     | Olympic Games                            |
| 24 Jul 1980 | 8        | 30:23.5  |       | OT   | 10 km    | Moscow RUS     | Olympic Games- Semi 1                    |
| 27 Apr 1980 | 4        | 2:15:01  |       | RD   | Marathon | Dêbno POL      | Dêbno Lubuskie                           |
| 09 Mar 1980 | 49       | 38:27    |       | XC   | 12 km    | Paris FRA      | IAAF World Crosscountry Championships    |
| 23 Sep 1979 | 1        | 28:33.08 |       | OT   | 10 km    | Split CRO      | Mediterranean Games                      |
| 14 Jan 1979 | 4        | 30:29    |       | XC   | 10 km    | Elgoibar ESP   | Juan Muguerza Memorial Crosscountry      |
| 27 Jul 1978 | 4        | 2:28:24  |       | RD   | Marathon | Algiers ALG    | African Games                            |
| 09 Jun 1978 | 4        | 28:37.16 |       | OT   | 10 km    | Bratislava SVK | Pravda Televizia Slovnaft                |
| 04 Mar 1978 | 1        | 2:20:05  | x     | RD   | Marathon | Bagdad IRQ     | Arabian Games                            |
| 06 Apr 1977 | 6        | 2:51:10  | a     | RD   | Marathon | Athens GRE     | Olympic Day                              |
| 16 Jan 1977 | 12       |          |       | XC   | 10 km    | Lyon FRA       | Challenge Aycaguer                       |
| 19 Dec 1976 | 6        |          |       | XC   | 10 km    | Granollers ESP | Cross Internacional Ciudad de Granollers |
| 28 Feb 1976 | 106      | 37:25    |       | XC   | 12 km    | Chepstow WAL   | IAAF Crosscountry Championships          |
| 25 Jan 1976 | 3        | 30:56    |       | XC   | 9 km     | Mezidon FRA    | n/a                                      |
| 16 Mar 1975 | 54       |          |       | XC   | 12 km    | Rabat MAR      | IAAF Crosscountry Championships          |